# 亞塞拜然交通

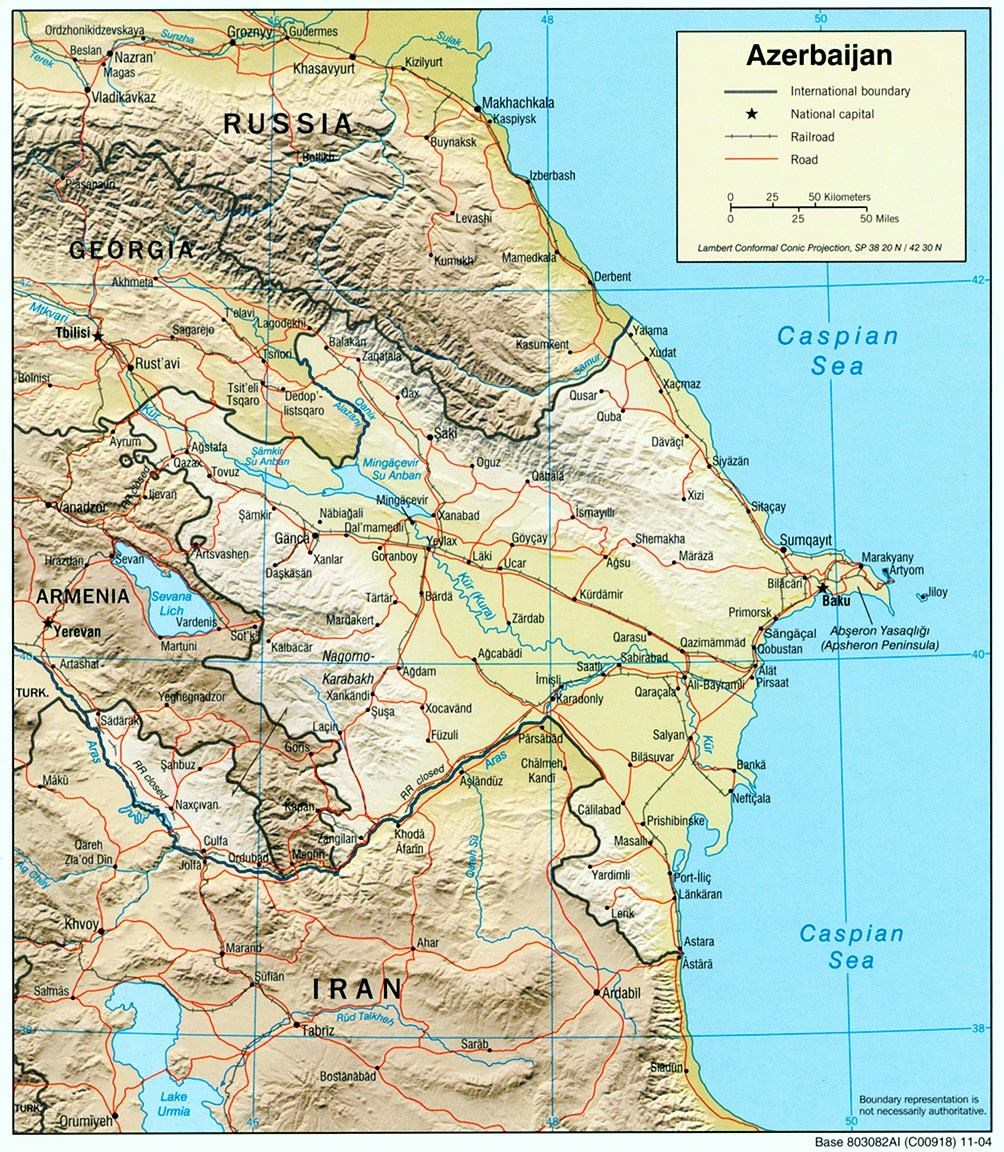
亞塞拜然的公路與鐵路路網

亞塞拜然的交通運輸包括水運、空運、公路與鐵路等，交通方式相當多元。除了天然氣管線與石油管線外，都由亞塞拜然交通部負責管理。

## 公路

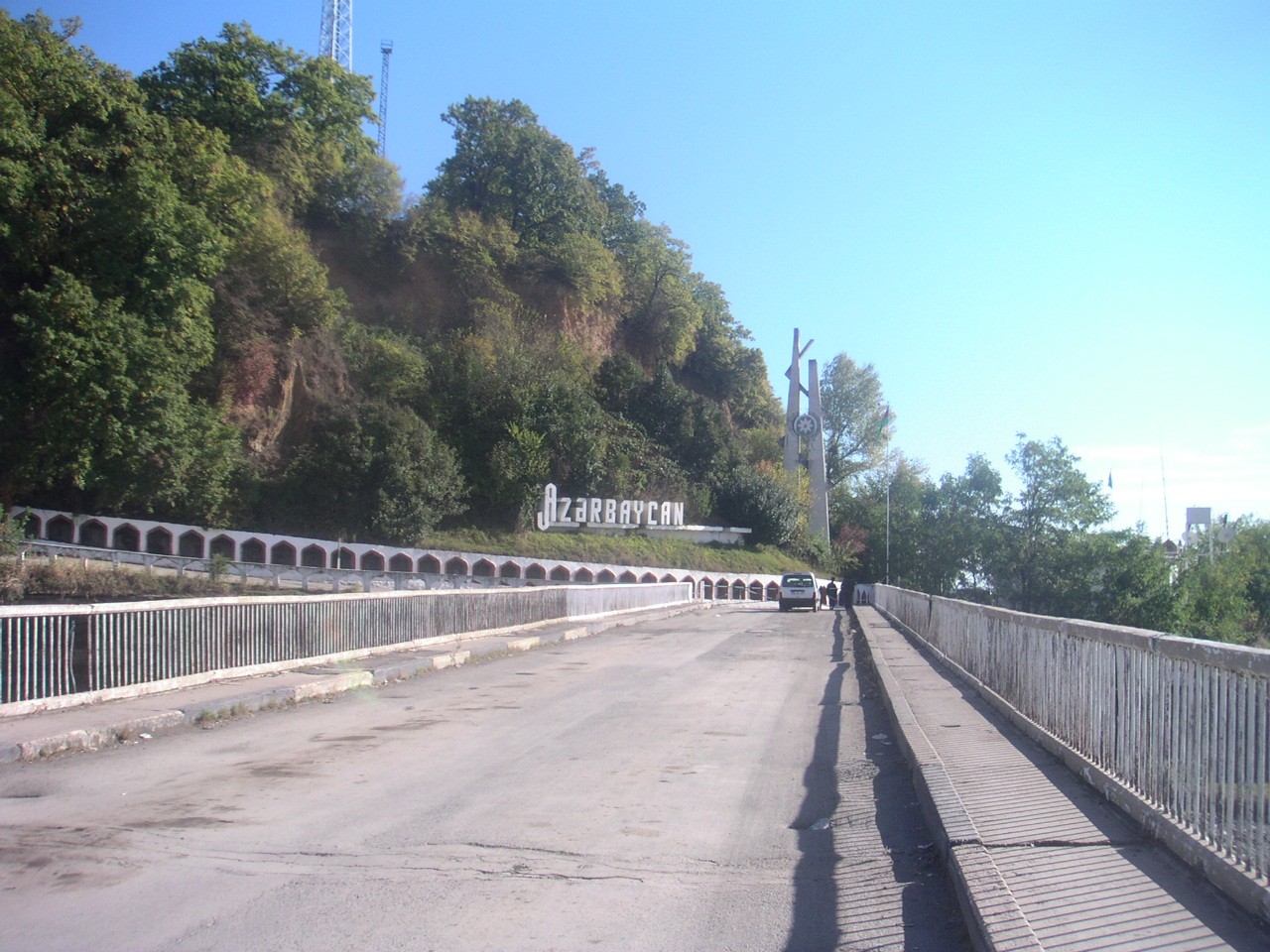
喬治亞與亞塞拜然之間的道路，位於巴拉肯區

截至2006年，亞塞拜然有52,942公里長的公路，其中26,789公里有鋪設柏油路面，另外也設有高速公路，不過大多數的高速公路品質都不優良，需要近一步的升級才能應付日益成長的交通量，主要的高速公路連接占贾、巴庫與哈薩克_(阿塞拜疆)並一路延伸到喬治亞境內。與亞美尼亞相連的道路則完全被切斷，主要是因為納戈爾諾-卡拉巴赫的領土爭議一直未能解決；纳希切万自治共和国屬於亞塞拜然的外飛地，需要搭乘飛機或是經由穿越伊朗的公路才可以到達。
在2004年時，全亞塞拜然約有517,000輛私家車，每千人約有49輛車，相較於歐盟的成熟經濟發展體略嫌稀少，不過公路依然是亞塞拜然貨物運輸的主力，在2003年有54%的貨物是經由陸運來運送，相較於1999年的48%，占有率提升了不少。

## 鐵路

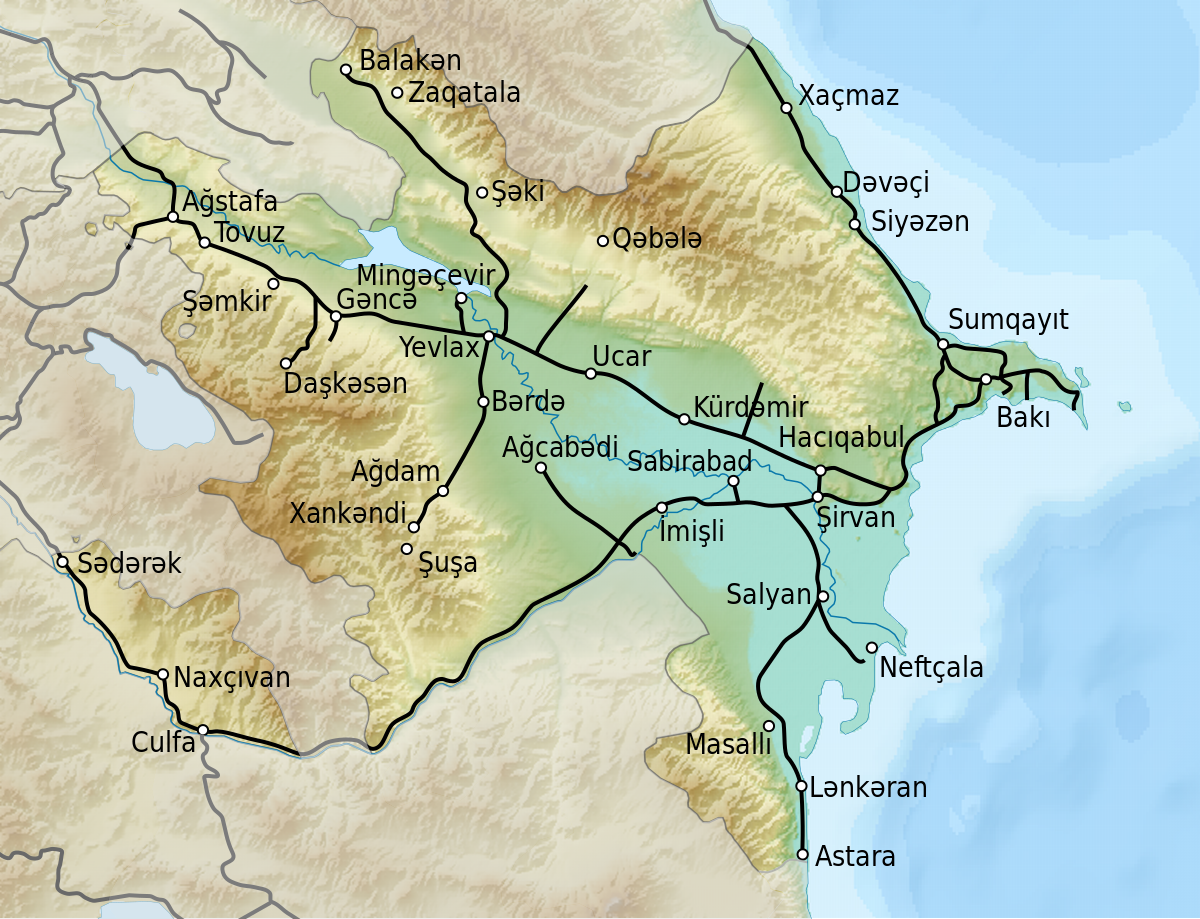
現今的亞塞拜然鐵路地圖

截至2014年，亞塞拜然的鐵路長度長達2878公里，其中2068公里具有完整的客運與貨運功能，剩下的810公里僅提供工業的貨運需求，在過往歷史中，其中240公里的鐵路曾在1988~1994年之間被亞美尼亞所占領，而與纳希切万自治共和国相連的鐵路在1991年之後被毀棄不用。亞塞拜然全國的鐵路中僅有1240公里有完整的電氣化，所使用的電壓為3000伏特，只有1176公里左右的鐵路配有自动闭塞的號誌功能；更只有479公里使用调度集中系统。目前亞塞拜然沒有高速鐵路。
整個亞塞拜然鐵路網共有176個車站，其中希爾萬與畢拉傑縷兩個車站為全自動的車站，12車站備有裝箱集散的功能、其中三個站點具有大量貨櫃裝箱的機具。貨運的部分主要是將裏海產出的石油從巴庫送上岸，再運送位於黑海的喬治亞巴统，在1999年，貨物運輸占亞塞拜然鐵路運輸的21%，並在預期卡爾斯－第比利斯－巴庫的跨國鐵路建成之後貨運佔比會獲得進一步的提升。

### 鄰國交通
- 俄羅斯：是鄰國，軌距1.52公尺
- ：是鄰國，軌距1.52公尺，也可以讓軌距1.435公尺的火車通過
- 伊朗：是鄰國，軌距1.52公尺，也可以讓軌距1.435公尺的火車通過
- 土耳其：是鄰國，軌距1.52公尺，也可以讓軌距1.435公尺的火車通過
- 亞美尼亞：是鄰國，軌距1.52公尺，因為政治因素而關閉

### 地下鐵路
目前僅有巴庫地鐵，開通於1967年11月6日，後續在苏姆盖特、納希切萬、占贾等城市建造地下鐵路系統。

## 水運

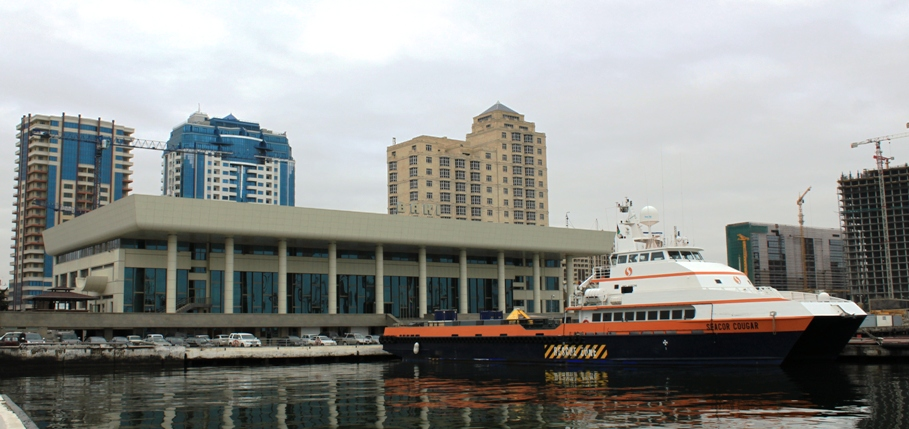
巴庫國際海運貿易中心

水運對亞塞拜然相當重要，尤其是某些道路中斷的地方，地理位置而言，亞塞拜然只與裏海相互接壤，所以只能夠與俄羅斯、伊朗、哈薩克以及土庫曼相互交通，但藉由窩瓦河的河道，可以直達緯度比較高的地方，水運主要是運送貨物、油品...等用途。由於日漸頻繁的裏海交通，亞塞拜然於2014宣布擴大裏海的海港設施。

## 空運

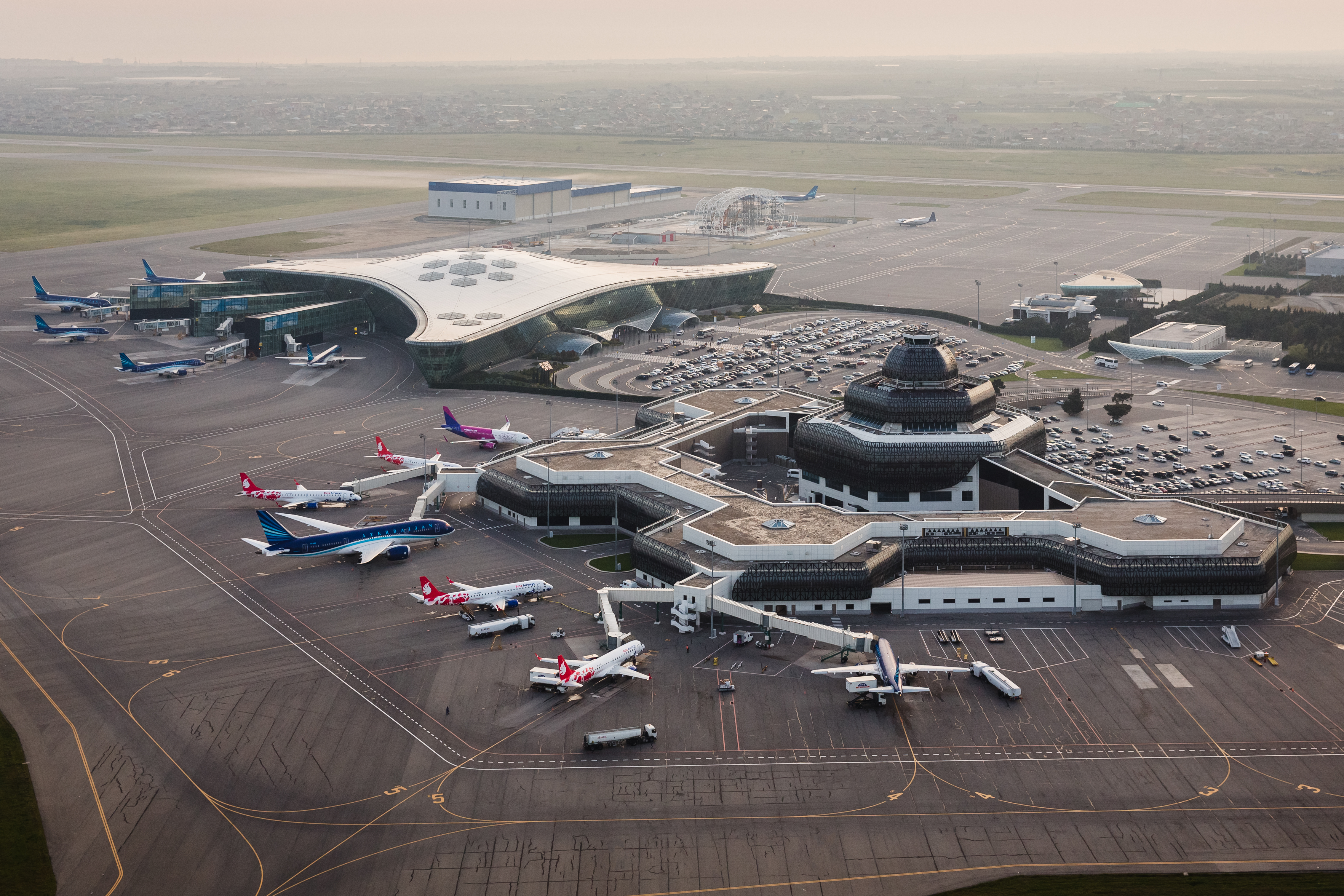
位於首都巴庫的盖达尔·阿利耶夫国际机场

亞塞拜然與英國、德國、法國、奧地利、義大利、以色列、伊朗、土耳其、前蘇聯、阿拉伯聯合大公國、美國、中國與喬治亞有固定的客機航班；而貨運的部分則是與阿拉伯聯合大公國、土耳其、盧森堡、德國、中國、吉爾吉斯、阿富汗以及伊拉克相互交流。國營航空公司是亞塞拜然航空，總計亞塞拜然境內有五座國際機場，分別座落於巴庫、甘賈、納希切萬、扎卡塔雷以及連科蘭，其中盖达尔·阿利耶夫国际机场在1999年花費6400萬美元整建升級後與跑到加長後，此座機場每年可以接待1400萬以上的乘客；納希切萬國際機場則建成於2004年；占賈國際機場耗資3200萬美元的整修後，於2006年中以新面貌見客；其他兩座國際機場於2008年開始營運，其中連科蘭國際機場位於亞塞拜然的南方。
亞塞拜然總計有37座機場，其中30座有鋪設跑道，剩下的7座則是未鋪設跑道的機場，另外有一座直昇機機場。

## 油氣管線

巴庫-第比利斯-傑伊漢管線

巴庫是主要的石油與天然氣產地，建造其氣管線將石油與天然氣運送至鄰近的國家與地區，這些油氣管線提高相當好的運輸效率，直徑在1.02~1.22公尺之間，第一條油氣管線建於2005年，主要是亞美尼亞請求俄羅斯減少伊朗對高加索山三小國的影響力，途中經過巴庫、第比利斯直至土耳其的傑伊漢，最終到達地中海，再藉由船運將石油送。天然氣管線在巴庫、第比利斯與油管平行，之後往北轉，到達黑海的沿海城市－巴統，供應東歐與俄羅斯等地的天然氣。
截至2013年，亞塞拜然的天然氣管線長達3890公里；油管也有2,446公里長。